# Ráj (knižní série)
Ráj je vědeckofantastická knižní série amerického spisovatele Harryho Harrisona. Jedná se o trilogii, jejímž námětem je alternativní historie, ve které dinosauři na Zemi nevyhynuli. Anglický název cyklu je Eden nebo West of Eden.
Děj se odehrává v alternativní realitě v Severní Americe obývané lovci a sběrači. Ve universu této série je to jediný kontinent obývaný lidmi. Hlavním protivníkem lidí jsou Yilané – rasa inteligentních plazů pocházejících z mosasaurů. Protagonistou příběhů je Kerrick, chlapec unesený a vychovaný těmito plazy, kterému se podaří utéci a následně organizuje lidi proti Yilanům.

## Seznam knih
Sérii tvoří tři romány vydané v 80. letech 20. století.
- Na západ od ráje, česky 1995 (anglicky West of Eden, 1984[2]) – 1. díl série
- Zima v ráji, česky 1999 (anglicky Winter in Eden, 1986[2]) – 2. díl série
- Návrat do ráje, česky 2000 (anglicky Return to Eden, 1988) – 3. díl série

Do světa Ráje volně náleží i Harrisonova povídka Dawn of the Endless Night z roku 1992 o vymírání inteligentních dinosaurů, která vyšla v antologii The Ultimate Dinosaur sestavené Byronem Preissem a Robertem Silverbergem; a noveleta The World West of Eden ze srpna 1984.